# Alfons Proske
Alfons Proske (ur. 12 stycznia 1881 roku w Raciborzu, zm. 7 sierpnia 1950 roku we Fryburgu Bryzgowijskim) – niemiecki prawnik i urzędnik państwowy, w latach 1922–23 prezydent rejencji zachodniopruskiej, a w latach 1923–29 nadprezydent prowincji górnośląskiej.
Alfons Proske był synem nauczyciela. Studiował prawo oraz nauki polityczne na uniwersytetach w Monachium, Berlinie i Wrocławiu. W 1905 roku uzyskał tytuł doktora. Od 1910 roku był radnym miejskim w Raciborzu. Podczas I wojny światowej był odpowiedzialny za organizację dostaw żywności. Od 1920 roku pracował w administracji prowincji śląskiej. W 1922 roku został desygnowany na stanowisko prezydenta rejencji zachodniopruskiej. Rok później mianowano go nadprezydentem prowincji górnośląskiej. Równolegle do tej funkcji pełnił także rolę prezydenta rejencji opolskiej. Należał do Niemieckiej Partii Centrum. Ze stanowiska nadprezydenta zrezygnował z powodu problemów zdrowotnych w 1929 roku. Następnie był kuratorem na Uniwersytecie w Bonn. W 1934 roku z powodów politycznych został zwolniony. Po II wojnie światowej pracował jako sędzia we Fryburgu Bryzgowijskim.